# Feuchtwangen
Feuchtwangen település Németországban, azon belül Bajorországban. Lakosainak száma 12 875 fő (2023. december 31.).

## Népesség
A település népessége az elmúlt években az alábbi módon változott:
| Lakosok száma | 2392 | 3848 | 10 402 | 10 603 | 12 063 | 12 102 | 12 287 | 12 359 | 12 599 | 12 875 |
|               | 1875 | 1950 | 1975   | 1987   | 2012   | 2014   | 2016   | 2017   | 2021   | 2023   |